# Марк Дейвис
Марк Дейвис (на английски: Mark Davis) е английски професионален играч на снукър роден в St. Leonards в Съсекс, Англия. Той никога не е печелил турнир от ранкинг системата, но печели два други турнира Benson & Hedges Championship 2002 и German Open 2007.

## Кариера
Марк Дейвис достига основната схема на Световното първенство през 1994 г., но в първия кръг губи от Тери Грифитс с 10 - 6 фрейма. Година по-къусно, през 1995, достига отново основната схема на първенството и този път се класира за втория кръг след победа над Кен Дохърти с 10 - 7 фрейма. В следващата фаза е надигран от Питър Ебдън с 13 - 7 фрейма. Това е и най-доброто класиране на Марк Дейвис в Световния шампионат. Има още 3 участия на Световното - през 1997, 2001 и 2008 г., но отпада още в първата фаза съответно от Кен Дохърти (10 - 7), Стивън Хендри (10 - 5) и Марк Уилямс (10 - 3). На шампионата през 2008 г., за да достигне до основната схема побеждава в квалификациите Лео Фернандес с 10 - 9 и Джерард Грийн с 10 – 2 фрейма.
Марк Дейвис четвъртфинал в Първенството на Шотландия през 2001 г., като това е вторият и последен четвъртфинал в кариерата му на ранкинг турнир. Достигането до основната схема на Световното първенство през 2008 г. дойде след 2 лоши сезона, които го пратиха на едва 58 място в световната ранглиста по снукър.
Дейвис започна добре сезон 2008/09 след като се класира за основната схема на първенството на Северна Ирландия, побеждавайки в квалификациите Джо Суейл с 5 - 4 и Дин Джънхуй отново с 5 - 4 фрейма. В първи кръг обаче загуби от Алистър Картър с 5 - 2 фрейма. Не успява да се класира за Шанхай мастърс 2008, печелейки само една от срещите си в квалификациите - срещу James McBain с 5 - 3 фрейма. В следващия кръг губи от Джерард Грийн със същия резултат.

## Сезон 2009/10
| Турнир                    | Резутат | Спечелени пари | Ранкинг точки | Най-голям брейк | 100+ брейк | 50+ брейк | Брой спечелени срещи |
| ------------------------- | ------- | -------------- | ------------- | --------------- | ---------- | --------- | -------------------- |
| Шанхай мастърс 2009       |         | £              |               |                 |            |           |                      |
| Гран При 2009             |         | £              |               |                 |            |           |                      |
| Британско първенство 2009 |         | £              |               |                 |            |           |                      |
| Мастърс 2010              |         | £              |               |                 |            |           |                      |
| Първенство на Уелс 2010   |         | £              |               |                 |            |           |                      |
| Първенство на Китай 2010  |         | £              |               |                 |            |           |                      |
| Световно първенство 2010  |         | £              |               |                 |            |           |                      |
| Общо                      |         | £              |               |                 |            |           |                      |